# Hrabstwo Crawford (Wisconsin)
Hrabstwo Crawford (ang. Crawford County) – hrabstwo w stanie Wisconsin w Stanach Zjednoczonych.
Obszar całkowity hrabstwa obejmuje powierzchnię 599,22 mil² (1551,97 km²). Według szacunków United States Census Bureau w roku 2009 miało 16 731 mieszkańców. Jego siedzibą administracyjną jest Prairie du Chien.
Hrabstwo zostało utworzone w 1836. Nazwa pochodzi od francuskiego słowa określającego fajkę pokoju Menominów.
Na obszarze hrabstwa znajdują się rzeki Killsnake, Manitowoc, Sheboygan oraz 8 jezior.

## Miasta
- Bridgeport
- Clayton
- Eastman
- Freeman
- Haney
- Marietta
- Prairie du Chien – city
- Prairie du Chien – town
- Scott
- Seneca
- Utica
- Wauzeka

## Wioski
- Bell Center
- Eastman
- Ferryville
- Gays Mills
- Lynxville
- Mount Sterling
- Soldiers Grove
- Steuben
- Wauzeka